# Euptychia enyo
Espèce
 Euptychia enyo est une  espèce de papillons de la famille des Nymphalidae et de la sous-famille des Satyrinae et du genre Euptychia.

## Dénomination
Euptychia enyo a été décrit par Arthur Gardiner Butler en  1867.

## Description
Euptychia enyo est un petit papillon.
Le revers est ocre jaune rayé de trois lignes marron aux ailes antérieures, discale, postdiscale et submarginale, cinq aux ailes postérieures, avec, à l'apex de l'aile antérieure des ocelles, dont un noir cerclé de jaune et pupillé, et à l'aile postérieure une ligne submarginale d'ocelles de taille diverse, dont deux gros et deux petits sont noir cerclés de jaune et pupillés, un petit et un gros proches de l'angle anal et un petit et un gros proches de l'apex..

## Biologie

### Plantes hôtes
Les plantes hôtes de sa chenille sont des Selaginella comme pour les autres Euptychia connus.

## Écologie et distribution
Euptychia enyo est présent en Équateur.

### Protection
Pas de statut de protection particulier